# 下妻藩
下妻藩（日语：／ Shimotsuma-han */?）是位於日本常陸國真壁郡下妻（現茨城縣下妻市）的藩，成立於慶長11年（1606年），元和5年（1619年）第一次廢藩，萬治元年（1658年）再次立藩，延寶9年2月25日（1681年4月13日）第二次廢藩，正德2年12月25日（1713年1月21日）重新立藩，明治4年7月14日（1871年8月29日）廢藩置縣。藩高峰期石高達十萬石，明治初年時的實高是12,232石左右，藩廳是下妻陣屋，藩校是修道館，安政2年（1855年）時城廻村、西當鄉村、南當鄉村和東當鄉村的總計人口是329戶2,055人。
江戶藩邸方面，井上家時期上屋敷最初拜領於元祿7年12月18日（1695年2月1日），位於新大橋際，元祿14年8月13日（1701年9月15日）轉移至木挽町，寶永2年10月15日（1705年11月30日）轉移至外櫻田（現東京都千代田區霞關和日比谷公園一帶），正德3年6月25日（1713年8月15日）轉移至雉子橋外，寶曆9年8月12日（1759年10月2日）再轉至愛宕下（又稱芝愛宕下、愛宕下廣小路或愛宕下大名小路，現東京都港區新橋4-27-4）。中屋敷位於田村小路（又稱神保小路，現港區西新橋二丁目21）。
下屋敷最初位於原新大橋際上屋敷，寶永2年5月6日（1705年6月26日）被收回，寶永3年12月2日（1707年1月5日）移至四谷角筈（現東京都新宿區新宿三丁目和西新宿一至六丁目一帶），正德4年3月5日（1714年4月18日）再移至四谷天龍寺脇，寬延3年2月16日（1750年3月23日）相對替至大久保四丁目，天保12年12月28日（1842年2月8日）和天保15年8月29日（1844年10月10日）先後相對替至本所猿江（現東京都江東區猿江一丁目11）。抱屋敷則位於戶越村（現東京都品川區戶越一至四丁目、豐町一至二丁目、平塚一至三丁目、荏原一至三丁目、小山一至三丁目、小山台一至二丁目和西品川一丁目一帶）和下目黑村（現東京都目黑區目黑一至四丁目、下目黑一至六丁目、三田二丁目和中町一丁目一帶）的入會地。

## 歷史
慶長6年（1601年），原本領有下妻城六萬石的多賀谷重經在關原之戰時由於屬於西軍而被改易，下妻改由伊奈忠次管治。慶長11年（1606年），德川家康十一男松平鶴千代（後來的德川賴房）以十萬石入主下妻，他在慶長14年12月22日（1610年1月16日）加增至水戶二十五萬石後，下妻再次由伊奈忠次管治。元和元年（1615年），松平忠昌從上總姊崎一萬石，加增至下妻三萬石。元和2年1月15日（1616年3月2日），忠昌加增至信濃松代十二萬石後，下妻便由松平定綱從下總山川一萬五千石，以三萬石入主，他在元和5年（1619年）轉封至遠江掛川三萬石後，下妻由伊奈忠治管治。
寬永10年（1633年），下妻部分地區成為下總古河藩主土井利勝的領地。萬治元年（1658年），繼位的土井利重將下妻一萬石分知予其弟土井利益。延寶3年5月30日（1675年7月22日），利益繼任為古河藩主，延寶9年2月25日（1681年4月13日）轉封至志摩鳥羽，下妻也再次變為幕府領。萬治2年（1659年）至延寶8年（1680年）期間，下妻的幕府領由代官曾根吉廣和曾根友廣負責管治。其後，下妻先後由八木長信（天和元年至元祿4年，1681年至1691年）、山川貞清（元祿4年至元祿8年，1691年至1695年）、石黑政澄（元祿8年至元祿10年，1695年至1697年）、平岡十左衛門（元祿10年至元祿14年，1697年至1701年）和能勢權兵衛（元祿14年至寶永3年，1701年至1706年）等代官管治。寶永3年（1706年），下妻部分地區成為松平清武的領地，他在寶永4年1月11日（1707年2月13日）加增至上總館林二萬四千石後，下妻又再次成為幕府領，在寶永4年至正德元年（1711年）和正德元年至正德2年（1711年至1712年），分別由代官河原正真和南條則明負責管治。
正德2年12月25日（1713年1月21日），原本領有美濃國、信濃國、甲斐國和相模國內八千石的井上正長在江戶幕府將軍德川家宣死後獲加增二千石而成為大名，他將領地移至常陸國真壁郡、武藏國埼玉郡和下野國都賀郡，並且在下妻設置陣屋而重新立藩。享保5年12月25日（1721年1月22日），下總高岡藩主井上政清之孫作為正長的養子而繼位，即井上正敦。寶曆3年8月12日（1753年9月9日），美濃郡上藩主金森賴錦次男作為正敦的養子而繼位，即井上正辰，其任內的寶曆9年7月29日（1759年8月21日）在藩領澀井村爆發了農民訴苦事件，導致正辰直至同年8月15日（10月5日）為止被罰不得謁見。寶曆13年5月20日（1763年6月30日），埼玉郡的部分藩領移至大里郡。
天明4年2月19日（1784年4月8日），遠江濱松藩主井上正經四男作為井上正意的養子而繼位，即井上正棠。文化13年9月14日（1816年11月3日），肥前島原藩主松平忠馮次男作為井上正建的養子而繼位，即井上正廬。文政3年（1820年）2月，遠江濱松藩主井上正甫次男作為正廬的養子而繼位，即井上正民。文政11年（1828年），相模小田原藩主大久保忠真侄子作為正民的養子而繼位，即井上正健。弘化2年（1845年），丹波篠山藩主青山忠良四男作為正健的養子而繼位，即井上正誠。嘉永5年8月21日（1852年10月4日），遠江濱松藩主井上正春六男作為正誠的養子而繼位，即井上正信。
安政3年9月10日（1856年10月8日），正信叔父井上正兼作為正信的養子而繼位。元治元年（1864年），天狗黨之亂爆發，藩領木戶村名主飯田軍藏等附近的豪農和豪商均有參與，下妻藩作為譜代藩則參與鎮壓，幕府軍也於下妻的多寶院佈陣，此舉導致天狗黨攻擊下妻，熟知地勢的飯田軍藏部隊更焚毀了多寶院，下妻陣屋也同樣毀於戰火。慶應3年12月30日（1868年1月24日），位於埼玉郡的藩領尾崎村約401石被江戶幕府收回，作為代地獲下賜真壁郡和都賀郡內約497石。
戊辰戰爭爆發後的慶應4年4月16日（1868年5月8日），會津藩士秋月登之助率領的幕府軍抵達下妻，他派新選組隊士島田魁等人要求下妻藩提供軍事支援，最終下妻藩向幕府軍交出以藩士今村昇和金子收為正副隊長的約30人的部隊，這支部隊其後參與了宇都宮城之戰。同年4月26日，今村等人在前往會津期間遭到薩摩藩兵夜襲，今村被斬殺，除了金子收前往會津外，其餘均逃回下妻。另一方面，在同年4月21日（5月13日），敗走的幕府軍約1,700至1,800人經過下妻，井上正巳也因而前往藩領酒寄村避難四天。同年閏4月9日（5月30日），正巳向新政府軍表忠。日後雖然下妻藩被追究出兵支援會津，但是在家老能勢市十郎以參與者在當時已經脫藩為由逃過一劫。明治4年7月14日（1871年8月29日）廢藩置縣。

## 歷任藩主
| 大名家     | 家格      | 藩主       | 石高   | 藩領                                           |
| ---------- | --------- | ---------- | ------ | ---------------------------------------------- |
| 德川家     | 親藩 陣屋 | 松平鶴千代 | 十萬石 | —                                              |
| 越前松平家 | 親藩 陣屋 | 松平忠昌   | 三萬石 | —                                              |
| 久松松平家 | 譜代 陣屋 | 松平定綱   | 三萬石 | —                                              |
| 土井家     | 譜代 陣屋 | 土井利益   | 一萬石 | —                                              |
| 井上家     | 譜代 陣屋 | 井上正長   | 一萬石 | 常陸國真壁郡 武藏國埼玉郡 下野國都賀郡         |
| 井上家     | 譜代 陣屋 | 井上正敦   | 一萬石 | 常陸國真壁郡 武藏國埼玉郡 下野國都賀郡         |
| 井上家     | 譜代 陣屋 | 井上正辰   | 一萬石 | 常陸國真壁郡 武藏國埼玉郡 下野國都賀郡         |
| 井上家     | 譜代 陣屋 | 井上正意   | 一萬石 | 常陸國真壁郡 武藏國埼玉郡和大里郡 下野國都賀郡 |
| 井上家     | 譜代 陣屋 | 井上正棠   | 一萬石 | 常陸國真壁郡 武藏國埼玉郡和大里郡 下野國都賀郡 |
| 井上家     | 譜代 陣屋 | 井上正廣   | 一萬石 | 常陸國真壁郡 武藏國埼玉郡和大里郡 下野國都賀郡 |
| 井上家     | 譜代 陣屋 | 井上正建   | 一萬石 | 常陸國真壁郡 武藏國埼玉郡和大里郡 下野國都賀郡 |
| 井上家     | 譜代 陣屋 | 井上正廬   | 一萬石 | 常陸國真壁郡 武藏國埼玉郡和大里郡 下野國都賀郡 |
| 井上家     | 譜代 陣屋 | 井上正民   | 一萬石 | 常陸國真壁郡 武藏國埼玉郡和大里郡 下野國都賀郡 |
| 井上家     | 譜代 陣屋 | 井上正健   | 一萬石 | 常陸國真壁郡 武藏國埼玉郡和大里郡 下野國都賀郡 |
| 井上家     | 譜代 陣屋 | 井上正誠   | 一萬石 | 常陸國真壁郡 武藏國埼玉郡和大里郡 下野國都賀郡 |
| 井上家     | 譜代 陣屋 | 井上正信   | 一萬石 | 常陸國真壁郡 武藏國埼玉郡和大里郡 下野國都賀郡 |
| 井上家     | 譜代 陣屋 | 井上正兼   | 一萬石 | 常陸國真壁郡 武藏國埼玉郡和大里郡 下野國都賀郡 |
| 井上家     | 譜代 陣屋 | 井上正巳   | 一萬石 | 常陸國真壁郡 武藏國埼玉郡和大里郡 下野國都賀郡 |

## 藩領
根據《舊高舊領取調帳》記載，下妻藩領如下，基於相給也有可能同時是皇室領、公家領、幕府領、其他藩領、旗本領或寺社領。
| 令制國 | 郡     | 町村數目 | 藩領 |
| ------ | ------ | -------- | --- |
| 武藏國 | 埼玉郡 | 5村      | 上川崎村、下川崎村、上常木村、下常木村、下高柳村                                                         |
| 武藏國 | 大里郡 | 2村      | 河原明戶村、箕輪村                                                                                       |
| 常陸國 | 真壁郡 | 11村     | 北椎尾村、下川中子村、酒寄村、木戶村、城廻村、西當鄉村、南當鄉村、東當鄉村、長塚村、長塚村新田、前河原村 |
| 下野國 | 都賀郡 | 12村     | 藤田村、平井村、藏井村、千手村、和久井村、見野村、羽生田村、紫村、出井村、卒島村、上石塚村、澀井村       |